# 疣状梭子蟹
疣状梭子蟹（学名：Portunus tuberculosus）为梭子蟹科梭子蟹属的动物。分布于夏威夷、安达曼岛、斯里兰卡、波斯湾以及中国大陆的海南岛等地，生活环境为海水，主要生活于水深20米左右的沙石底及珊瑚礁的缝隙间。